# Гризлове (заказник)
Гризлове — гідрологічний заказник місцевого значення. Об'єкт розташований на території Звенигородського району Черкаської області, село Юрківка.
Площа — 1,4 га, статус отриманий у 1998 році.
Охороняється водно-болотний масив з типовою рослинністю, регулятор гідрологічного режиму.

## Галерея

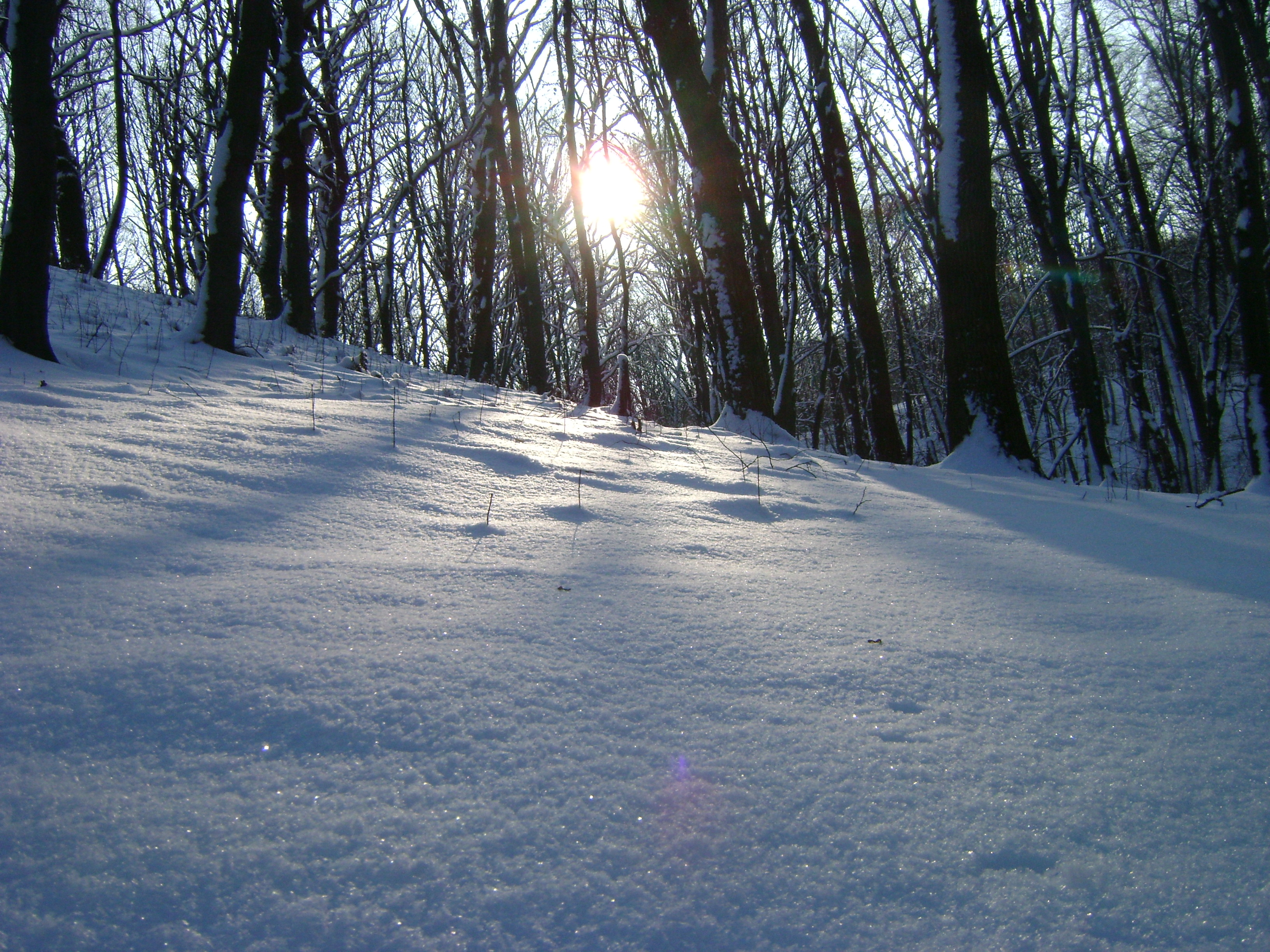
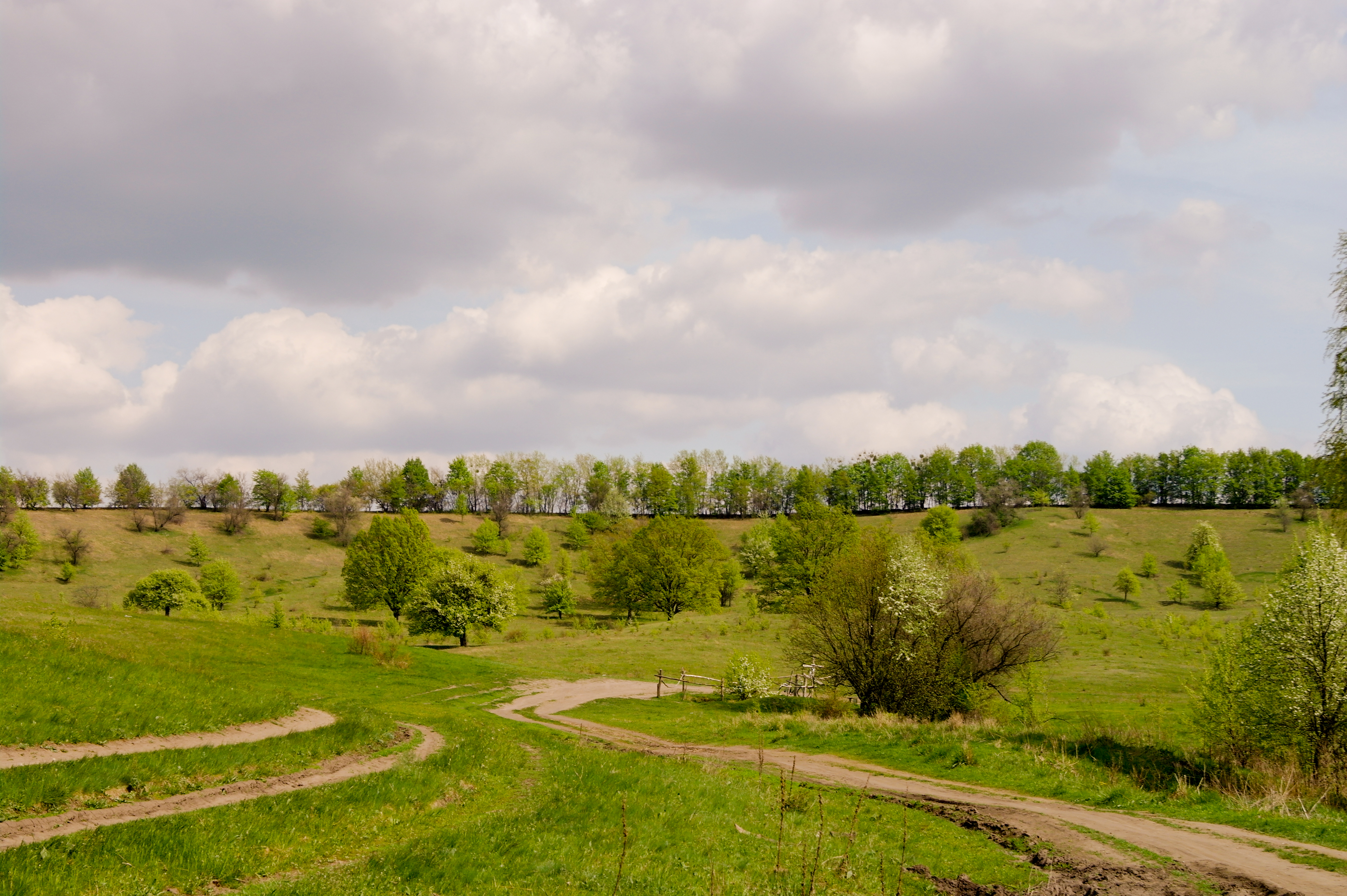
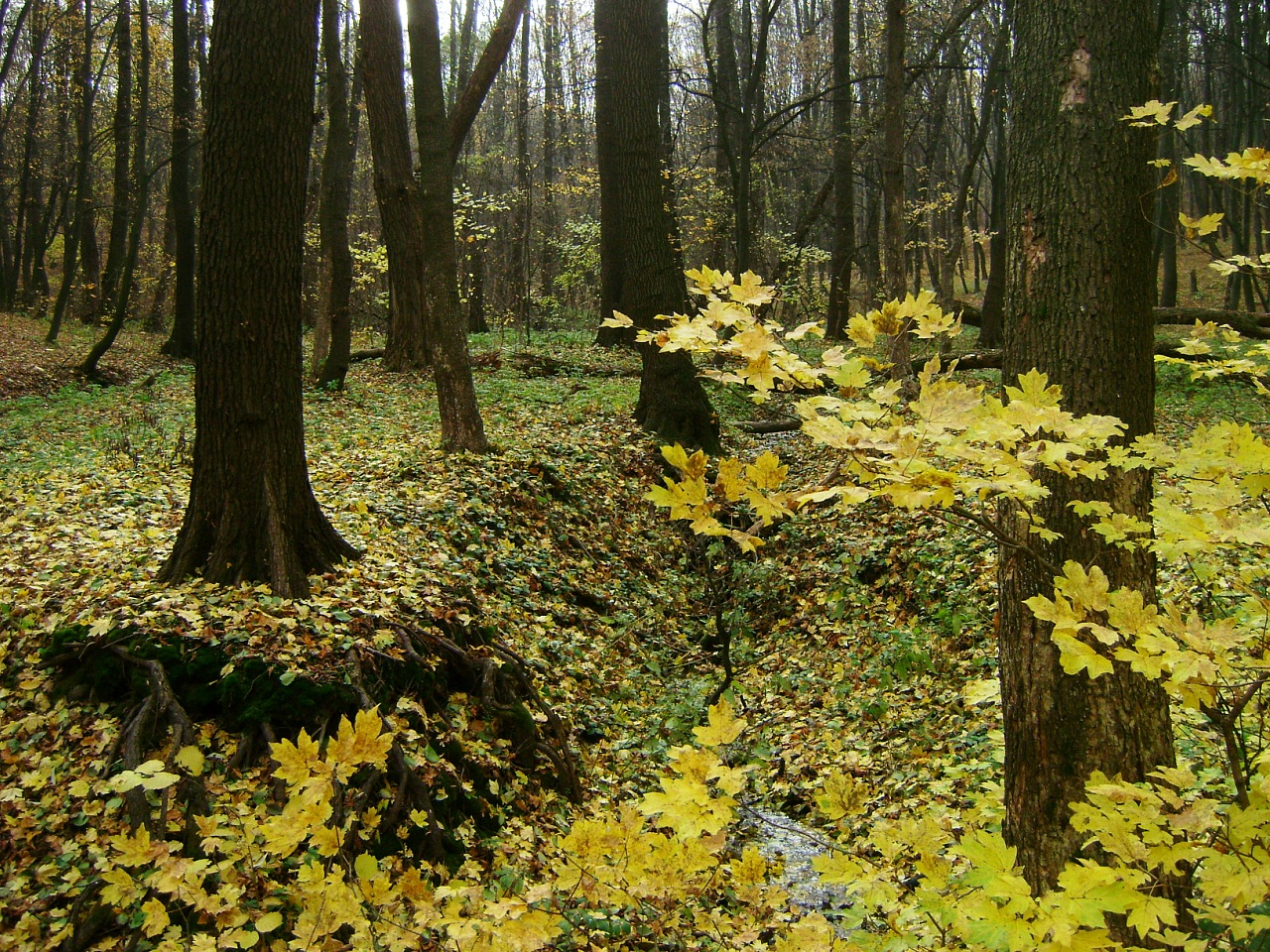
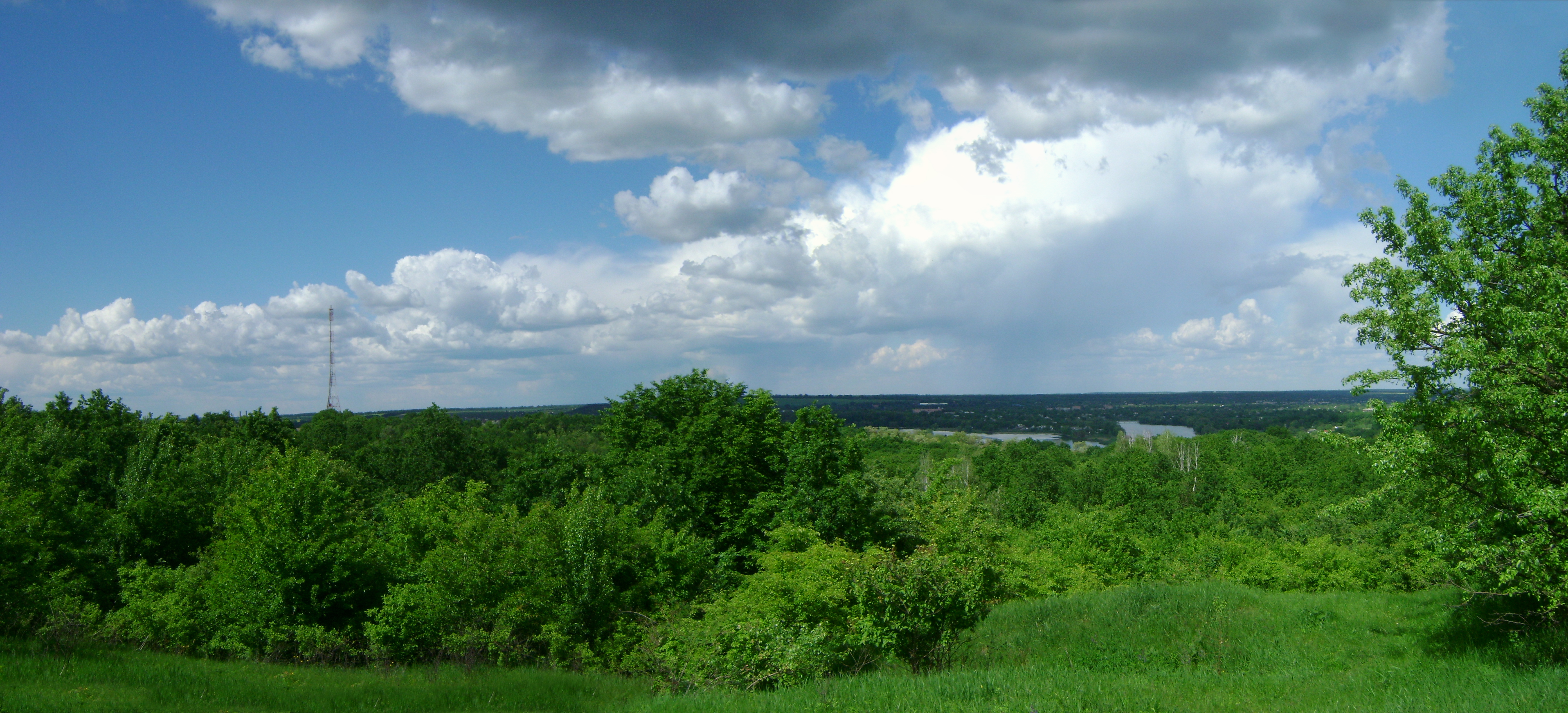
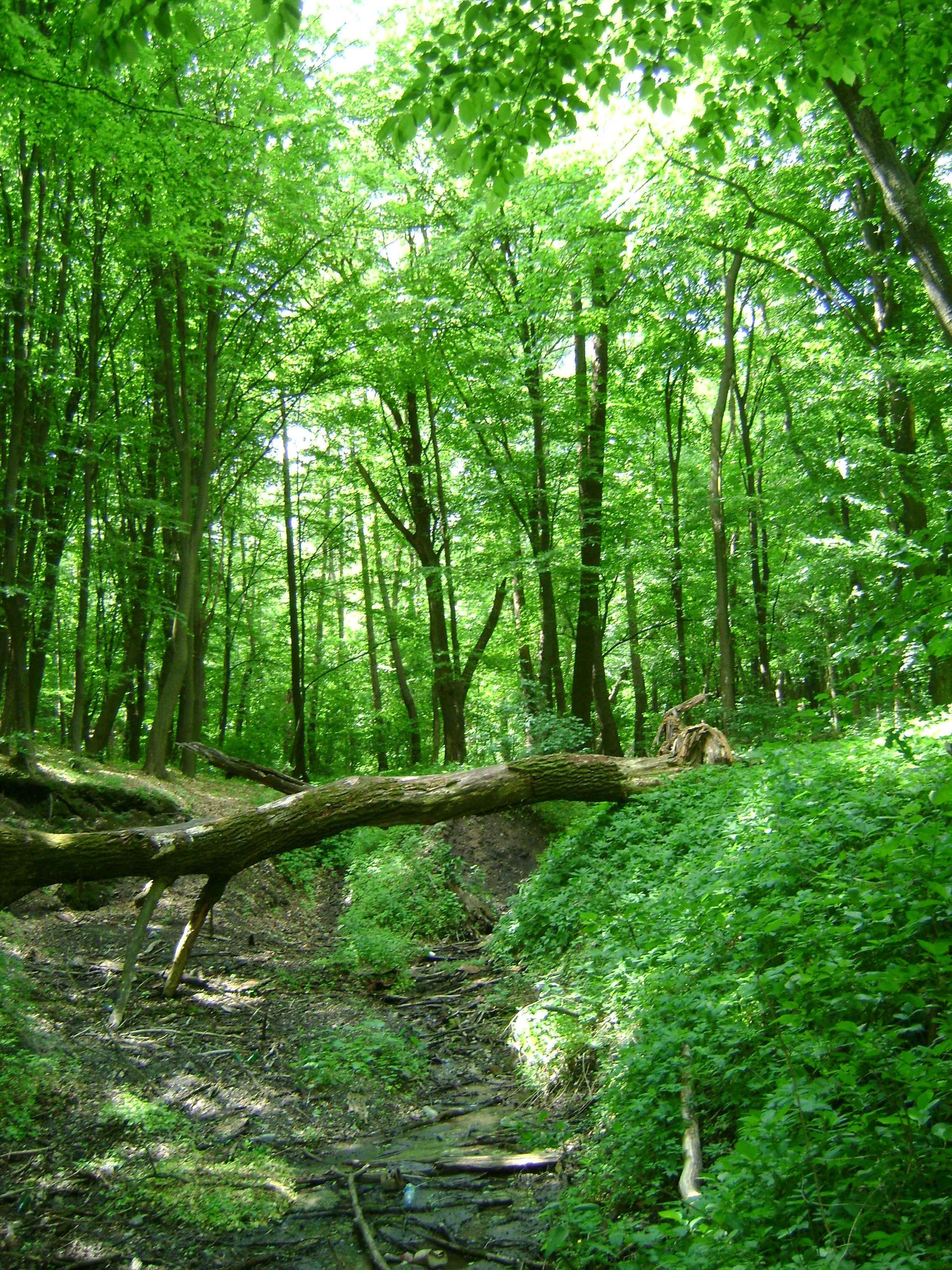
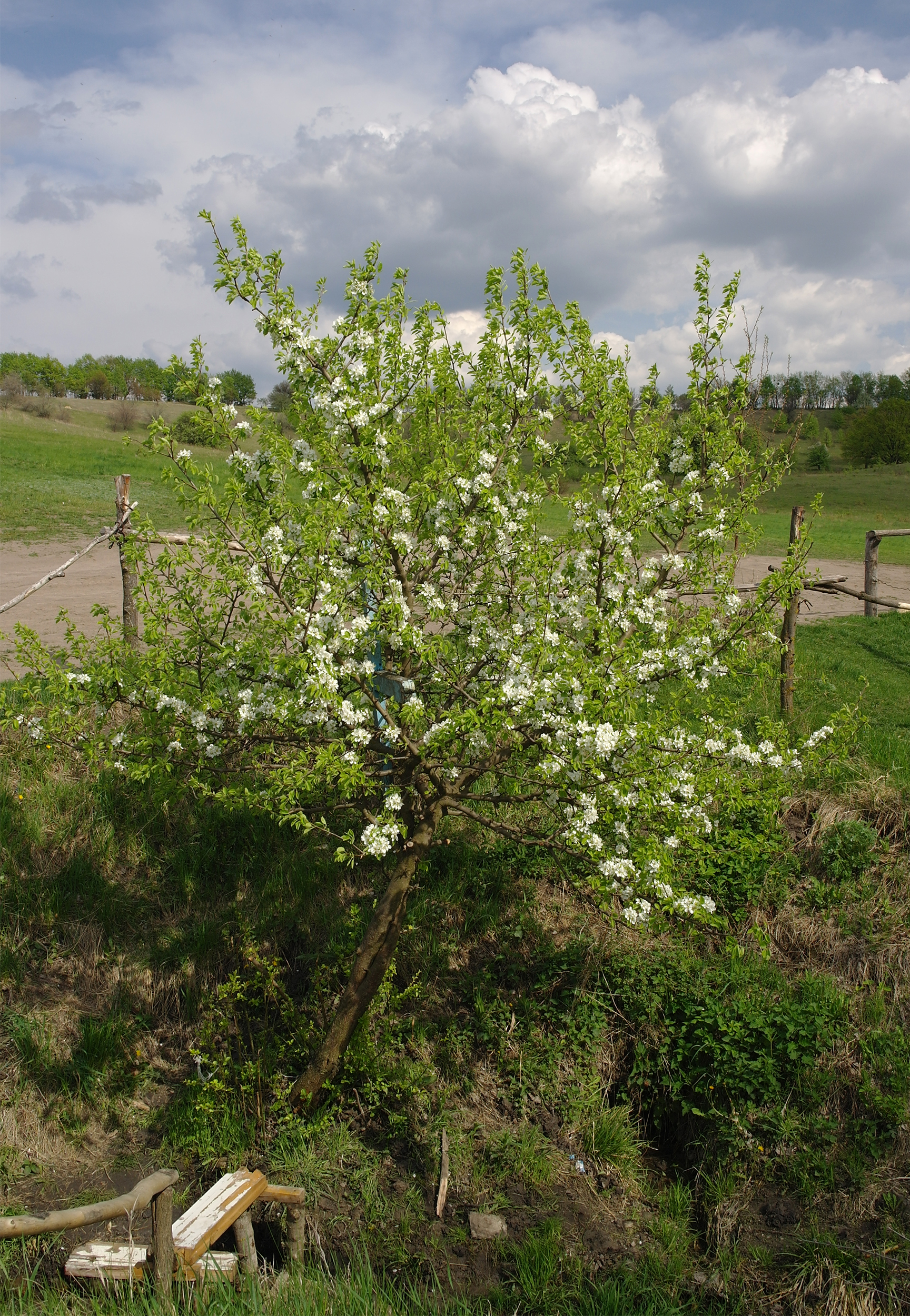